# Дубно (станція)
Ду́бно — проміжна залізнична станція Рівненської дирекції Львівської залізниці на лінії Здолбунів — Красне між станціями Озеряни (23 км) та Кам'яниця-Волинська (6 км).
Розташована на землях колишнього приміського села Страклів, нині в межах міста Дубно Дубнівського району Рівненської області.
Станцію було відкрито 1873 року, електрифіковано 1965 року.
За класифікацією залізничних станцій, дубенська належить до проміжних. Вона входить до Рівненської дирекції залізничних перевезень державного підприємства «Львівська залізниця», яке в свою чергу є регіональною філією у складі акціонерного товариства «Укрзалізниця».
Зупиняються деякі пасажирські потяги, приміські електропоїзди та регіональний експрес «Львів — Рівне» до Красного, Здолбунова, Рівного, Львова.
Потрапити в Рівне з тієї частини електропоїздів, які мають кінцеву зупинку в Здолбунові, можна пересівши на інший приміський потяг.
Із 6 березня 2015 по 10 грудня 2017 року курсував регіональний потяг Ковель — Тернопіль із місцями для сидіння різних категорій. Потяг вперше за багато років сполучив станцію із Золочевом, Тернополем, Луцьком, Ківерцями, Рожищем, Ковелем.
28 листопада 2016 року депутати Дубенської міської ради направили звернення до керівництва ПАТ «Укрзалізниця» про внесення змін до графіку руху пасажирських потягів, які проходять через залізничну станцію, передбачивши зупинку на станції, яку на сьогодні проходять понад десять потягів без зупинок. Внаслідок цього для жителів Дубенщини створюються незручності. Хоча внаслідок конфігурації колій біля м. Дубна залізничний транспорт при проходженні міста знижує швидкість, тому зупинка на станції, вважають депутати, не вплине суттєво на зміну графіку руху.
Із 9 грудня 2019 року на станції Дубно призначена зупинка швидкісного потяга «Інтерсіті+» № 743/744 сполученням Київ-Пасажирський — Львів.